# Fête de la Porte Hong

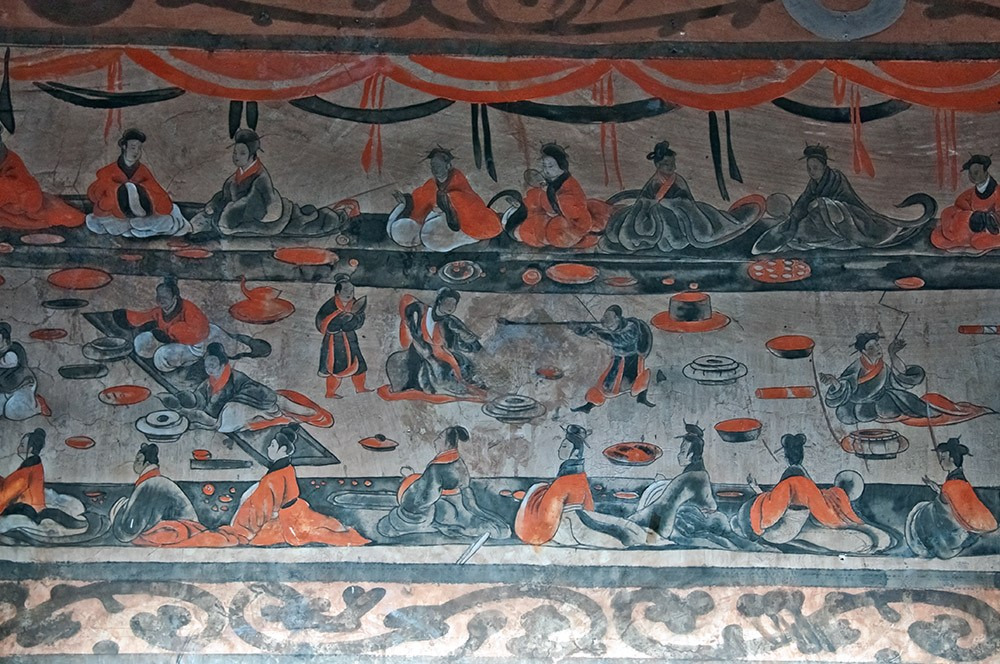
Peinture murale de la tombe Dahuting (chinois: 打虎亭汉墓, pinyin: Dahuting Han mu; Wade-Giles: Tahut'ing Han mu), une tombe chinoise datant de la période des Han orientaux (25-220); située sur la rive sud de la rivière Suihe, a Zhengzhou, Xian de Xi, Henan. Cette fresque représente des scènes de banquet (yanyin 宴饮), de danse et de musique (wuyue 舞乐), d'acrobaties (baixi 百戏) et de combat à main nue (xiangbu 相扑)

La fête de la Porte Hong (chinois simplifié : 鸿门宴, chinois traditionnel : 鴻門宴, pinyin : Hóng Mén Yàn), également connue sous le nom de la "banquet à la porte Hong", est un événement historique qui s’est déroulé en 206 av. J.-C. à la porte de Hong (鴻門) à l’extérieur de Xianyang, la capitale de la dynastie Qin. Son emplacement en Chine correspond à peu près actuellement au village de Hongmenbao, ville de Xinfeng, district de Lintong, Xi'an, province de Shaanxi. Les principaux participants à ce banquet sont Liu Bang et Xiang Yu, deux dirigeants de premier plan de l’insurrection contre la dynastie Qin qui a lieu entre -209 et -206. Cet événement marque le début de la guerre Chu-Han, une lutte de pouvoir pour le contrôle de la Chine entre Liu Bang et Xiang Yu, qui se termine par la défaite de Xiang Yu et la fondation de la dynastie Han par Liu Bang, qui en devient le premier empereur. La fête de la porte Hong est souvent mise en avant dans l’histoire chinoise, les fictions et la culture populaire.

## Situation avant la fête
Entre 209 et 206 av. J.-C., des rébellions éclatent dans toute la Chine pour renverser la dynastie Qin. Certaines des insurrections ont pour but avoué de restaurer les anciens royaumes chinois annexés par le royaume de Qin dans une série de guerres entre 230 et 221 av. J.-C. Liu Bang et Xiang Yu sont deux dirigeants éminents qui ont émergé parmi les rebelles. En 208 av. J.-C., Xiang Yu et son oncle Xiang Liang installent sur le trône du royaume de Chu nouvellement restauré le roi Huai II. Huai n'est en réalité qu'un souverain fantoche, Yu et Liang ayant la réalité du pouvoir entre leurs mains. À la fin de l'an 208 av. J.-C., Xiang Liang est tué au combat à la bataille de Dingtao et l’armée du Chu passe sous le contrôle du roi Huai II. Huai II envoie Xiang Yu et Liu Bang à la tête de deux armées distinctes pour attaquer le cœur de l'empire Qin au Guanzhong et promet que celui qui pénètre en premier dans cette région recevra le titre de « Roi du Guanzhong ».
À la fin de l'année 207 av. J.-C., l'armée rebelle de Liu Bang prend le contrôle du col de Wu et occupe le Guanzhong et Xianyang, la capitale des Qin. Ziying, le troisième et dernier empereur de Qin, se rend à Liu Bang, marquant la fin de la dynastie Qin. Après avoir occupé Xianyang, Liu Bang donne des ordres stricts à ses hommes, en les empêchant de piller la ville et de nuire à la population civile. Liu Bang envoie également des troupes en garnison au col de Hangu pour empêcher Xiang Yu d’entrer au Guanzhong. À l’époque, les troupes de Xiang Yu viennent de battre une armée du Qin menée par Zhang Han à la bataille de Julu. Lorsque Xiang Yu arrive au col de Hangu, il est mécontent d’apprendre que Liu Bang a déjà occupé le Guanzhong et décide d'attaquer les troupes qui gardent le col, puis pousse à l’ouest de Xishui (戲水). Liu Bang et son armée sont alors au repos dans Bashang (霸上). L'armée de Xiang Yu est forte de 400 000 soldats, et Liu Bang en a 100 000 sous ses ordres.

## Prélude

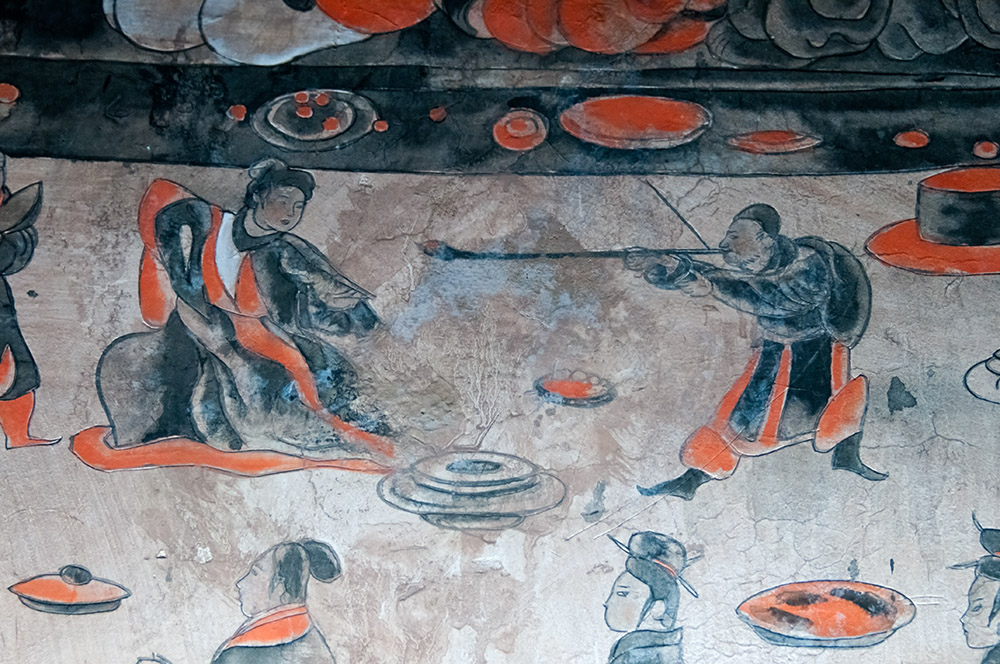
Détail de la peinture murale de la tombe Dahuting, représentant un musicien et un danseur.

Cao Wushang (曹無傷), un transfuge du Qin ayant rejoint Liu Bang, envoie secrètement un messager au camp de Xiang Yu. Il prévient Xiang que Liu Bang avait l’intention de se proclamer "Roi du Guanzhong", conformément aux promesses du roi Huai II, et de prendre Ziying comme chancelier. Cao ajoute également que Liu Bang a confisqué toutes les richesses de Xianyang pour son compte personnel. Lorsque Xiang Yu lit ce message, il devient furieux et veut attaquer Liu Bang. Fan Zeng, le conseiller de Xiang Yu, estime que Liu Bang constitue une menace pour son Seigneur et demande instamment à Xiang Yu d'éliminer Liu Bang dès que possible.
Xiang Bo, un des oncles de Xiang Yu, est un grand ami de Zhang Liang, le conseiller de Liu Bang. Craignant pour la vie de son ami, Bo se glisse dans le camp de Liu Bang pour avertir Liang du danger qu'il court et lui conseiller de s'enfuir tant qu'il le peut. Zhang Liang va immédiatement avertir Liu Bang, qui est choqué d'apprendre une telle nouvelle. Il demande l’avis de Zhang pour sortir de cette situation et ce dernier lui suggère de solliciter l’aide de Xiang Bo pour réduire les soupçons de Xiang Yu. Liu Bang rencontre Xiang Bo et le traite comme un invité d’honneur. Il flatte Bo et fait semblant d’arranger un mariage entre son fils et la fille de Bo tout en demandant à ce dernier de plaider sa cause auprès de Xiang Yu. Lorsque Xiang Bo retourne au camp de Xiang Yu, il assure à son neveu que Liu Bang n’a aucune intention louche et a transmis le message selon lequel Bang veut faire sa soumission à Xiang Yu.

## La fête
| |  |  |
| Gauche: Coupe à vin en jade avec des décorations en relief, période des Han occidentaux (202 av.J.-C - 9 apr. J.-C) Droite: Chauffe-vin en bronze décoré de reliefs représentant des animaux, datant de l'an 26, période des Han orientaux |  |  |

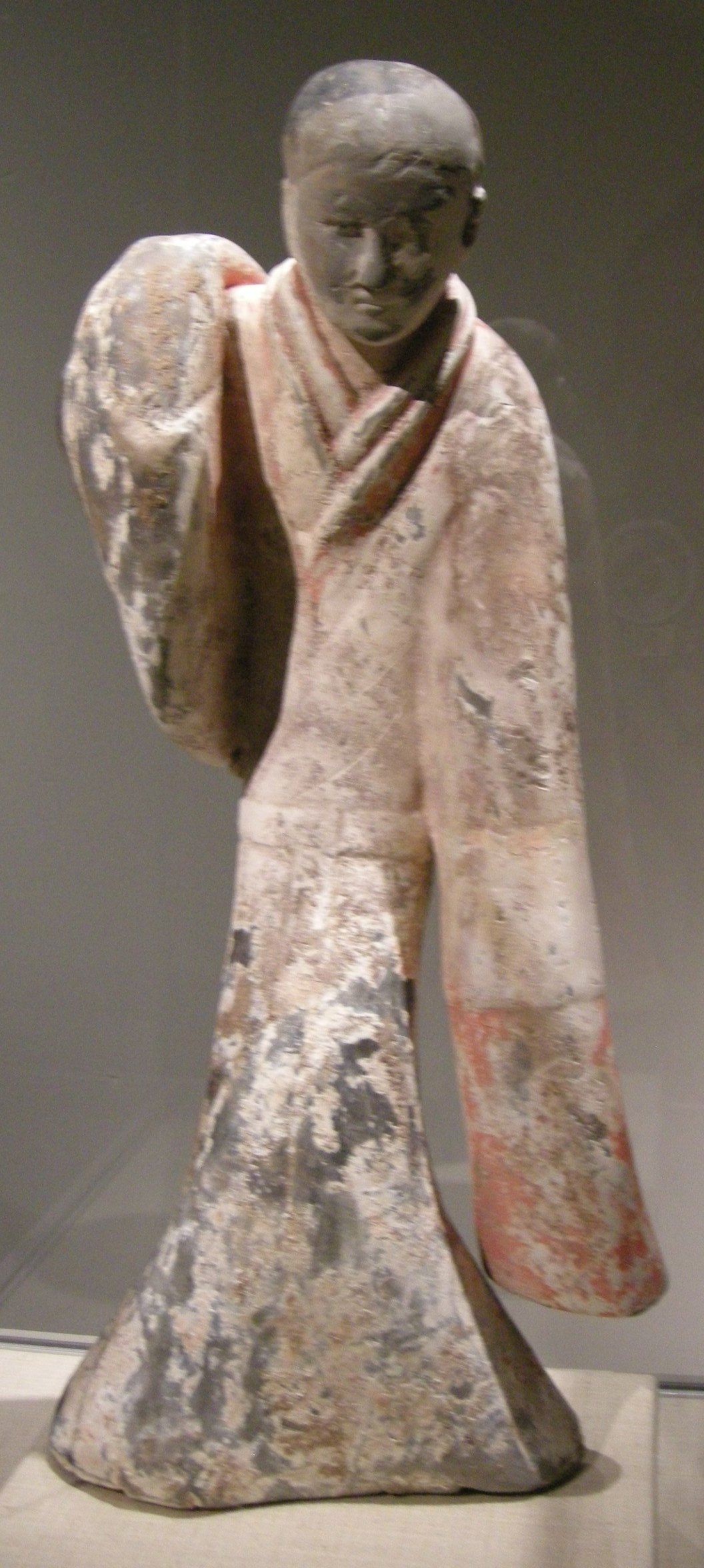
Statuette représentant une danseuse portant une robe de soie., période des Han occidentaux, Metropolitan Museum of Art

Le lendemain, Liu Bang se rend à la porte Hong (鴻門) avec environ 100 hommes, pour répondre à Xiang Yu qui l'a invité à un banquet pour discuter. Là, Liu Bang explique que c'est la chance qui lui a permis de réussir à pénétrer dans le Guanzhong et présente ses excuses à Xiang Yu pour lui avoir volé sa gloire, tout en exaltant la vaillance au combat de Xiang. Liu Bang explique également que le malentendu est né à cause de la perfidie de quelqu'un qui complote pour semer la discorde entre lui et Xiang Yu. Xiang Yu répond que c'est Cao Wushang qui lui a parlé des supposées intentions de Liu Bang et invite ce dernier à prendre part au banquet.
Les principaux participants à la fête sont assis dans l’ordre suivant : Xiang Yu et Xiang Bo face à l'Est ; Fan Zeng face au Sud. Liu Bang face au Nord et Zhang Liang face à l'ouest, une place connue pour être le siège du serviteur. Suivant la coutume de Qin, le siège orienté vers l’Est est l’endroit plus respectable et est habituellement réservé à l’hôte; soit normalement Liu Bang dans ce cas précis. Le siège orienté vers le sud est lui normalement réservé à l’empereur, tandis que les ministres au service de ce dernier doivent être orientés vers le nord. Ainsi, la disposition des sièges indique que Xiang Yu entend traiter Liu Bang comme l’un de ses subalternes et le fait que Liu Bang accepte ce placement sous-entend qu'il accepté son rôle de subalterne et donc ne nuira pas à Xiang Yu.
Lors du banquet, Fan Zeng envoie plusieurs signaux et laisse entendre plusieurs fois à Xiang Yu qu'il faut tuer Liu Bang, mais Xiang l'ignore. Fan Zeng fait alors venir Xiang Zhuang, le cousin de Xiang Yu, et lui demande de faire semblant d’effectuer une danse de l'épée pour divertir les invités et de trouver une occasion d’assassiner Liu Bang. Xiang Zhuang commence à danser après que Xiang Yu a approuvé ce plan, mais Xiang Bo propose de rejoindre la performance et il bloque Xiang Zhuang avec son corps à chaque fois que ce dernier dirige son épée vers Liu Bang.
Entretemps, Zhang Liang quitte la fête et sort pour convoquer Fan Kuai, un des généraux de Liu Bang. Il donne quelques instructions à Fan Kuai et retourne à son siège. Fan Kuai fait alors irruption au milieu du banquet, bien qu'il ne soit pas invité, vêtu d’une armure complète, armé de son épée et de son bouclier. Il interrompt la danse de l’épée et crie en direction de Xiang Yu. Xiang Yu, impressionné par la bravade de Fan Kuai, lui demande son nom en l'appelant "courageux guerrier" (壯士). Il ordonne à ses hommes de donner à Fan Kuai un gobelet de vin, que Fan avale aussitôt. Xiang Yu offre ensuite à Fan Kuai un morceau de viande, plus précisément une épaule de porc. Fan Kuai place la viande sur son bouclier et utilise son épée pour couper des morceaux avant de les manger. Xiang Yu est encore plus impressionné et il demande à Fan Kuai s’il veut plus de vin. Fan Kuai fait alors un long discours sur les réalisations de Liu Bang, ou il explique qu'il serait injuste que Xiang Yu tue Liu, tout en confirmant implicitement que Liu ne contestera pas l'autorité de Xiangː

« Je ne crains pas la mort. Une coupe de vin me suffit. Le roi de Qin avait un cœur semblable à celui d’un tigre et d'un loup, il a tué d’innombrables personnes et infligé toutes sortes de tortures. Cela a amené tout le monde à se rebeller contre lui. Le Roi Huai a dit à tous les généraux que celui qui réussirait à conquérir Qin et à entrer le premier dans Xianyang en serait le roi. Maintenant quand le duc de Pei (Liu Bang) a subjugué le Qin et occupé Xianyang, il n'a pas nui au peuple, mais a préféré sceller le palais et déménager son armée à Bashang en attendant votre arrivée. La raison qui l'a poussé à envoyer des troupes pour garder les cols est que des bandits sévissent dans cette région. Tel est le travail acharné qu’il a fait, mais il lui reste encore à recevoir une récompense. Maintenant, si après avoir entendu des rumeurs, vous avez l’intention de tuer quelqu'un qui a accompli tant de choses, cela signifie qu'en fait vous prenez le même chemin que celui qui a mené les Qin à leur chute. »

— Fan Kuai
Xiang Yu ne répond pas à ce discours et invite Fan Kuai à se joindre au banquet.

### La fuite de Liu Bang

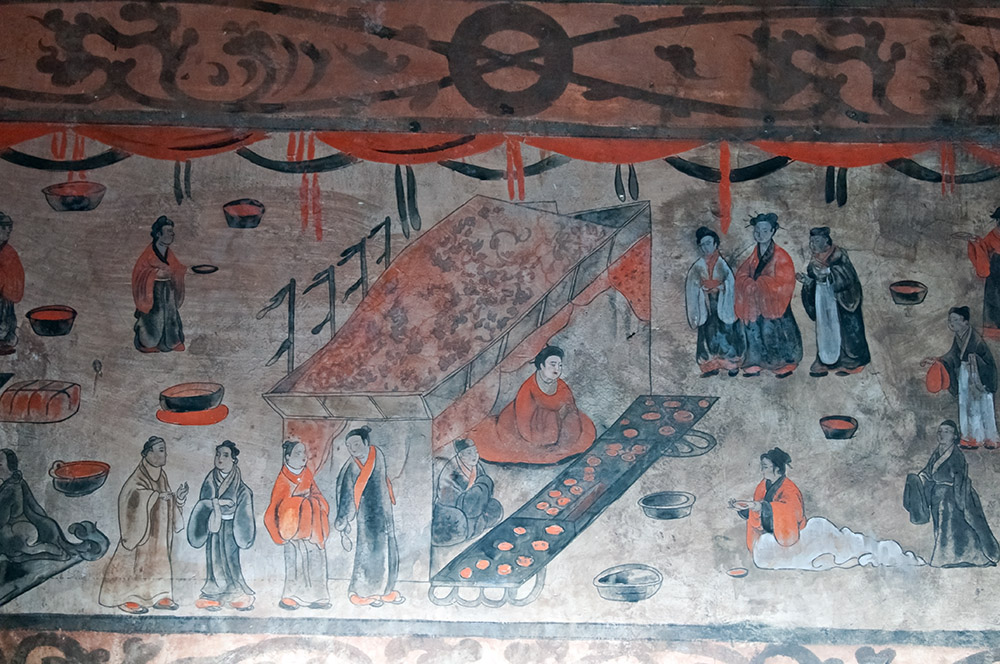
Détail de la peinture murale de la tombe Dahuting, représentant un banquet.

Plus tard, Liu Bang déclare qu’il a besoin d’utiliser les latrines et quitte le banquet avec Fan Kuai. Peu de temps après, Xiang Yu envoie Chen Ping pour rappeler Liu Bang à la fête. Liu Bang estime qu’il devrait dire adieu à Xiang Yu mais Fan Kuai s’oppose à sa décision.

« Ils sont le couteau et la planche à découper et nous, nous sommes le poisson et la viande. »

— Fan Kuai
Fan Kuai va à l'essentiel en rappelant ainsi à Liu Bang que leurs vies sont entre les mains de Xiang Yu et qu'ils doivent s'échapper à la première occasion. Il choisit alors un cheval pour Liu Bang et ce dernier s’échappe avec Fan Kuai, Xiahou Ying, Jin Jiang (靳疆) et Ji Xin qui l'accompagnent à pied.
Avant sa fuite, Liu Bang a donné à Zhang Liang une paire de tablettes de jade et une paire de coupes à mesurer en jade, en lui demandant de donner les tablettes à Xiang Yu et les coupes à Fan Zeng. Zhang Liang retourne à son siège et remet les cadeaux à leurs destinataires, tout en s’excusant au nom de Liu Bang pour avoir quitté la fête sans leur dire adieu. Il donne pour excuse que Liu était déjà ivre et incapable de continuer à participer à la fête. Xiang Yu accepte les tablettes de jade mais Fan Zeng jette les tasses à la terre et les coupe en morceaux avec son épée; tout en prédisant que Liu Bang finira par s'emparer de l’empire de Xiang Yu.

« Hélas ! Ce gosse (Xiang Yu) n’est pas capable de mettre au point et d'exécuter des plans avec moi. Le duc de Pei (Liu Bang) est certainement celui qui va s’emparer de l’empire du roi Xiang (Xiang Yu). Nous finirons tous par être ses prisonniers (de Liu Bang). »

— Fan Zeng
Une fois arrivé à son campement, Liu Bang fait exécuter Cao Wushang.

## Conséquences
La prédiction de Fan Zeng se réalise en 202 av. J.-C., lorsque Xiang Yu finit par perdre face à Liu Bang, dans leur lutte pour la suprématie sur la Chine, connue sous le nom de guerre Chu-Han. Xiang Yu se suicide après sa défaite lors de la bataille de Gaixia, tandis que Liu Bang fonde la dynastie Han et en devient le premier empereur.